# شلالات الظلام (فلم)
شلالات الظلام (بالإنجليزية: Darkness Falls) هو فيلم رعب تم إنتاجه في الولايات المتحدة وأستراليا وصدر سنة 2003، بطولة الراحل تشاني كلاي وإيما كولفيلد.

## القصة
إتخذت روح لإمراة تم قتلها قبل 150 سنة شكل جنية أسنان لأجل الإنتقام.

## الميزانية والإيرادات
كلف الفيلم 11 مليون دولار أمريكي وحقق 47 مليون دولار أمريكي.

## وصلات خارجية
شلالات الظلام على موقع IMDb (الإنجليزية)
- شلالات الظلام على موقع ميتاكريتيك (الإنجليزية)
- شلالات الظلام على موقع روتن توميتوز (الإنجليزية)
- شلالات الظلام على موقع نتفليكس (الإنجليزية)
- شلالات الظلام على موقع قاعدة بيانات الأفلام العربية
- شلالات الظلام على موقع ألو سيني (الفرنسية)
- شلالات الظلام على موقع Turner Classic Movies (الإنجليزية)
- شلالات الظلام على موقع أول موفي (الإنجليزية)
- شلالات الظلام على موقع بوكس أوفيس موجو (الإنجليزية)
- شلالات الظلام على موقع فيلمافينيتي (الإسبانية)